# كورت أندرسون (سياسي)
كورت أندرسون (بالإنجليزية: Curt Anderson)‏ هو منتج راديو ‏ ومحامي وسياسي أمريكي، ولد في 12 أكتوبر 1949 في شيكاغو في الولايات المتحدة. حزبياً، نشط في الحزب الديمقراطي. وقد انتخب عضو مجلس النواب لولاية ماريلند.